# Toy Story Mania!
Toy Story Mania! es un videojuego de 2009 desarrollado por Papaya Studio para Wii y Windows y por High Voltage Software para PlayStation 3 PlayStation Portable, y Xbox 360 y publicado por Disney Interactive Studios. Se basa en la atracción Toy Story Midway Mania! ubicada en Disney's California Adventure y Disney's Hollywood Studios, que se inspiró en la serie de películas Toy Story producida por Pixar. El juego presenta un modo de juego de un jugador y multijugador al estilo galería de disparos.
El juego fue lanzado el 14 de agosto de 2009 para iOS, el 15 de septiembre para la consola Wii, el 9 de abril de 2010 para PC exclusivamente en Europa, y el 30 de octubre de 2012 para Xbox 360 y PlayStation 3. En su lanzamiento europeo se incluyó un periférico Ray Gun. El juego también se lanzó como dispositivo Plug n Play a principios de 2010.
"Toy Story Mania!" es el primer juego basado en una película de Pixar publicado por Disney Interactive Studios. Los juegos de películas anteriores de Disney/Pixar se han realizado primero en colaboración con Activision y luego con THQ.
En cada juego se incluyen dos pares de gafas 3D. Se pueden usar en seis galerías de tiro en 3D.

## Diseño
En la atracción Midway Mania!, los visitantes participan en una serie de juegos de carnaval presentados por personajes de la serie de películas, como Buzz Lightyear y Sheriff Woody, disparando a varios objetivos en cada "cabina de juegos". Por ejemplo, en un juego, los visitantes lanzan "anillos" a Little Green Men en un juego presentado por Buzz Lightyear.
La versión del videojuego tiene niveles basados en los utilizados en las atracciones del parque temático, así como niveles originales basados en otros personajes y escenas de la serie de películas. La atracción del parque temático cuenta con dos pasajeros que juegan en la misma pantalla, mientras que la versión de videojuego permitirá que hasta cuatro jugadores jueguen al mismo tiempo, ya sea de forma competitiva o cooperativa.

## Recepción
Reviews are mixed. Metacritic gave it a score of 49 out of 100 for the Wii version and 33 out of 100 for the Xbox 360 version.